# Geneviève Nga Onana
Geneviève Nga Onana est une judokate camerounaise.

## Carrière
Geneviève Nga Onana est médaillée de bronze dans la catégorie des moins de 52 kg aux Championnats d'Afrique de judo 1998 se déroulant à Dakar.
Elle remporte ensuite une médaille d'argent dans cette même catégorie aux Jeux africains de 1999 à Johannesbourg, s'inclinant en finale face à l'Algérienne Salima Souakri.